# Чемпионат России по вольной борьбе 2013
Чемпионат России по вольной борьбе 2013 года проходил с 14 по 16 июня в Красноярске.

## Медалисты
| Категория | Золото                         | Серебро                         | Бронза                                                             |
| --------- | ------------------------------ | ------------------------------- | ------------------------------------------------------------------ |
| До 55 кг  | Нариман Исрапилов Дагестан     | Базар Жалсапов Бурятия          | Азамат Тускаев Северная Осетия Сюрюн Омак Новосибирская область    |
| До 60 кг  | Бекхан Гойгереев Дагестан      | Тимур Пестерев Якутия           | Бесик Кудухов Северная Осетия Опан Сат Красноярский край           |
| До 66 кг  | Магомед Курбаналиев Дагестан   | Сослан Рамонов Северная Осетия  | Ильяс Бекбулатов Дагестан Алибеггаджи Эмеев Дагестан               |
| До 74 кг  | Каха Хубежты Северная Осетия   | Ацамаз Санакоев Северная Осетия | Гаджи Гаджиев Дагестан Денис Царгуш Московская область             |
| До 84 кг  | Шамиль Кудиямагомедов Дагестан | Анзор Уришев Кабардино-Балкария | Сослан Кцоев Северная Осетия Ахмед Магомедов Дагестан              |
| До 96 кг  | Анзор Болтукаев Чечня          | Абдусалам Гадисов Дагестан      | Хаджимурат Гацалов Северная Осетия Батрадз Газзаев Северная Осетия |
| До 120 кг | Алан Хугаев Северная Осетия    | Эдуард Базров Северная Осетия   | Анатолий Малыхин Кемеровская область Мухамагази Магомедов Дагестан |